# 6063 Jason
6063 Jason este o planetă minoră (asteroid), cu un diametru de 1,4 km, din Asteroid Apollo. A fost descoperită pe 27 mai 1984 la Observatorul Palomar de Carolyn S. Shoemaker și a fost numită după Iason. 
Obiectul prezintă o orbită caracterizată de o semiaxă mare de 2,2124456 UAi, o excentricitate de 0,763, o înclinație de 4,858 ° în raport cu ecliptica.